# أورخان آكتاش
أورخان آكتاش (بالتركية: Orhan Aktaş)‏ هو لاعب كرة قدم ألماني وتركي في مركز الدفاع، ولد في 21 أكتوبر 1994 في فورسلن في ألمانيا. لعب مع إسطنبول سبور ودينيزلي سبور.

## وصلات خارجية
- أورخان آكتاش على موقع اتحاد تركيا (لاعب) (الإنجليزية)
- أورخان آكتاش على موقع Soccerway.com (الإنجليزية)
- أورخان آكتاش على موقع عالم كرة القدم.نت (الإنجليزية)